# Tylophora oblonga
Tylophora oblonga är en oleanderväxtart som beskrevs av Nicholas Edward Brown. Tylophora oblonga ingår i släktet Tylophora och familjen oleanderväxter. Inga underarter finns listade i Catalogue of Life.